# Bob and the Trees
Bob and the Trees is een Amerikaanse film uit 2015 onder regie van Diego Ongaro, gebaseerd op een gelijknamige kortfilm van de regisseur uit 2010. De film ging in première op 26 januari op het Sundance Film Festival. en won datzelfde jaar de Kristallen Bol op het internationaal filmfestival van Karlsbad.

## Verhaal
Het is putje van de winter op het platteland van Massachusetts waar Bob, een 50 jaar oude houthakker met een zwak voor golf en gangstarap, samen met zijn zoon Matt en vrouw Polly een hard leven leidt. Het leven wordt nog moeilijker wanneer het voortbestaan van het bedrijf door een slechte investering in gevaar komt.

## Rolverdeling
| Acteur          | Personage    |
| --------------- | ------------ |
| Matt Gallagher  | Matt Tarasuk |
| Bob Tarasuk     | zichzelf     |
| Polly MacIntyre | Polly        |

## Prijzen en nominaties
| jaar | prijs                                    | categorie      | genomineerde(n) | uitslag  |
| ---- | ---------------------------------------- | -------------- | --------------- | -------- |
| 2015 | Internationaal filmfestival van Karlsbad | Kristallen Bol | Kristallen Bol  | Gewonnen |